# Crawford (Nebraska)
Crawford è un comune degli Stati Uniti d'America, situato in Nebraska, nella contea di Dawes.